# Бакула, Скотт
Скотт Стю́арт Ба́кула (англ. Scott Stewart Bakula; род. 9 октября 1954, Сент-Луис, Миссури) — американский актёр. Лауреат премии «Золотой глобус», а также номинант на премии «Эмми» и «Тони». Наиболее известен по главным ролям в телесериалах «Квантовый скачок» (1989—1993) и «Звёздный путь: Энтерпрайз» (2001—2005).
Известность Бакуле также принесли роли в сериалах «Чак» (2009—2010), «Мужчины среднего возраста» (2009—2011), «Отчаянные домохозяйки» (2012), «В поиске» (2014—2015), и фильмах «Красота по-американски» (1999) и «За канделябрами» (2013). Начиная с 2014 года, он исполняет роль агента Дуэйна Кассиуса «Короля» Прайда в сериале «Морская полиция: Новый Орлеан».

## Ранние годы
Скотт Стюарт Бакула (Scott Stewart Bakula) родился 9 октября 1954 года в Сент-Луисе, штат Миссури, в семье Салли (Sally) и выходца из Богемии адвоката Стюарта Бакулы (Stewart J. Bakula). По отцу у Скотта хорватские корни. Во время учёбы в школе Скотт увлекся спортом, играл в футбол и теннис. Скотт — старший сын в семье, у него есть младший брат Брэд и сестра Линда. Закончив в 1973-м году школу Кирквуд в Сент-Луисе, Скотт поступил в Канзасский университет, чтобы пойти по стопам отца и стать адвокатом по деловому праву, но уже вскоре он обучался актёрскому мастерству и через три года перебрался в Нью-Йорк, чтобы начать свою карьеру в музыкальном театре. Если родители и удивились неожиданному повороту судьбы их наследника, то совершенно напрасно, потому что сами же его и приучили к музыке. В четвёртом классе Скотт играл в рок-группе, а после пел в Консерватории Сент-Луиса.

## Карьера
«Квантовый скачок» позволил Бакуле реализоваться в качестве актера. Природа роли позволила ему показать себя как разнопланового актера, а широкий показ сериала принес определенную известность, которая помогла получить новые интересные предложения. Такие, как роль капитана Джонатана Арчера во франшизе «Звёздный путь». Со слов Бакулы, он прочитал сценарий «Красоты по-американски», он ему так понравился, его наняли и все же он очень волновался.

## Личная жизнь
С 1981 по 1985 год Бакула был женат на Кристе Ньюманн, от брака с которой у него есть двое детей — дочь Челси (род. 1984) и сын Коди (род. 1991). В 2009 году он сочетался браком с актрисой Челси Филд после шестнадцати лет отношений. У них есть двое детей — сыновья Уил (род. 1995) и Оуэн (род. 1999).
Бакула — демократ.

## Фильмография

### Актёр
| Год       |     | Русское название                        | Оригинальное название                        | Роль                                |
| --------- | --- | --------------------------------------- | -------------------------------------------- | ----------------------------------- |
| 1986      | с   | Диснейленд                              | Disneyland                                   | Джеффри Уайлдер                     |
| 1986      | с   | Моя сестра Сэм                          | My Sister Sam                                | Питер Стриклэнд                     |
| 1986—1988 | с   | Создавая женщину                        | Designing Women                              | доктор Теодор Шайвели               |
| 1986—1987 | с   | Энтузиаст                               | Gung Ho                                      | Хант Стивенсон                      |
| 1987      | с   | Летняя сцена CBS                        | CBS Summer Playhouse                         | доктор Сэндерсон                    |
| 1987      | с   | Мэтлок                                  | Matlock                                      | Джед Палмер                         |
| 1987      | тф  | Последнее развлечение                   | The Last Fling                               | Дрю                                 |
| 1988      | с   | Эйзенхауэр и Лютц                       | Eisenhower and Lutz                          | Барнетт М. «Бад» Лютц-младший       |
| 1989—1993 | с   | Квантовый скачок                        | Quantum Leap                                 | доктор Сэмюэл Беккет / Джон Беккет  |
| 1990      | ф   | Братья-сёстры, соперники-соперницы      | Sibling Rivalry                              | Гарри Тёрнер, муж Марджори          |
| 1991      | ф   | Необходимая жестокость                  | Necessary Roughness                          | Пол Блэйк                           |
| 1992      | тф  | В тени убийцы                           | In the Shadow of a Killer                    | детектив Дэвид Митчелл              |
| 1993      | тф  | Миссия милосердия: спасение рейса № 771 | Mercy Mission: The Rescue of Flight 771      | Джей Паркинс                        |
| 1993—1996 | с   | Мерфи Браун                             | Murphy Brown                                 | Питер Хант                          |
| 1993      | кор |                                         | For Goodness Sake                            | Генри                               |
| 1994      | с   |                                         | Dream On                                     | Аарон Герник, похититель #1         |
| 1994      | тф  | Некуда спрятаться                       | Nowhere to Hide                              | Кевин Николас                       |
| 1994      | ф   | Принцип одержимости                     | A Passion to Kill                            | Дэвид                               |
| 1994      | ф   | Цвет ночи                               | Color of night                               | доктор Боб Мур                      |
| 1995      | тф  | Захватчики                              | The Invaders                                 | Нолан Вуд                           |
| 1995      | ф   | Моя семья                               | My Family                                    | Дэвид Ронкони                       |
| 1995      | ф   | Повелитель иллюзий                      | Lord of Illusions                            | Гарри Д'Амур                        |
| 1996      | тф  | Вот он, сын                             | The Bachelor's Baby                          | Джейк Генри                         |
| 1996—1997 | с   | Мистер и миссис Смит                    | Mr. & Mrs. Smith                             | мистер Смит                         |
| 1997      | мф  | Коты не танцуют                         | Cats Don't Dance                             | кот Дэнни                           |
| 1997      | мс  | Приключения из книги добродетелей       | Adventures from the Book of Virtues          | Эльбегаст, рыцарь-разбойник         |
| 1998      | ф   | Высшая лига 3                           | Major League: Back to the Minors             | Гас Кэнтрелл                        |
| 1999      | тф  | Патруль сети                            | NetForce                                     | Алекс Майклс                        |
| 1999      | ф   | Красота по-американски                  | American Beauty                              | Джим Олмейер                        |
| 2000      | тф  | Отец не может справиться                | Father Can't Cope                            | Уэс Харрисон                        |
| 2000      | тф  | Во имя людей                            | In the Name of the People                    | Джон Бёрк                           |
| 2000      | тф  | Дело старины Драма                      | The Trial of Old Drum                        | Джордж Грэм Вест                    |
| 2000      | тф  | Папочкины ангелы                        | Papa's Angels                                | Гринс Дженкинс                      |
| 2000      | ф   | Вне подозрений                          | Above Suspicion                              | Джеймс Стоктон                      |
| 2000      | ф   |                                         | Luminarias                                   | Джозеф                              |
| 2001      | ф   | Жизнь как дом                           | Life as a House                              | офицер Курт Уокер                   |
| 2001      | мтф | Девочки в большом городе                | A Girl Thing                                 | Пол Морган                          |
| 2001      | тф  | Чему учатся девочки                     | What Girls Learn                             | Ник                                 |
| 2001      | тф  |                                         | Late Boomers                                 | Тедди Барнетт                       |
| 2001—2005 | с   | Звёздный путь: Энтерпрайз               | Star Trek: Enterprise                        | капитан Джонатан Арчер              |
| 2002      | ф   | Уникальная роль                         | Role of a Lifetime                           | Бобби Челлини / Бак Стил            |
| 2003      | кор | Билет                                   | The Ticket                                   | Даннигер                            |
| 2006—2010 | с   | Новые приключения старой Кристин        | The New Adventures of Old Christine          | Джефф Хантер                        |
| 2006      | ки  | Star Trek: Legacy                       | Star Trek: Legacy                            | капитан Джонатан Арчер              |
| 2007      | с   |                                         | American Body Shop                           | Мори                                |
| 2007      | тф  | Огнепоклонники                          | Blue Smoke                                   | Джон Мингер                         |
| 2008      | с   | Юристы Бостона                          | Boston Legal                                 | Джек Росс                           |
| 2008      | с   | Трейси Ульман: Взгляд на Америку        | Tracey Ullman's State of the Union           | Карл Фулбрайт                       |
| 2009      | ф   | Информатор                              | The Informant!                               | специальный агент ФБР Брайан Шепард |
| 2009—2010 | с   | Чак                                     | Chuck                                        | Стивен Дж. Бартовски                |
| 2009—2011 | с   | Мужчины среднего возраста               | Men of a Certain Age                         | Терри Эллиот                        |
| 2011      | док | Капитаны                                | The Captains                                 | в роли самого себя                  |
| 2011      | ф   | Исходный код                            | Source Code                                  | отец Колтера                        |
| 2012      | тф  |                                         | Table for Three                              | Роберт Мортон                       |
| 2012      | мс  | Гриффины                                | Family Guy                                   | Скотт Бакула                        |
| 2012      | с   | Отчаянные домохозяйки                   | Desperate Housewives                         | Трип Уэстон                         |
| 2012      | с   | Закон и порядок: Специальный корпус     | Law & Order: Special Victims Unit            | Кент Уэбстер                        |
| 2013      | ф   | Резкий звук                             | Enter the Dangerous Mind                     | Кевин                               |
| 2013      | ф   | Географический клуб                     | Geography Club                               | Карл Лэнд                           |
| 2013      | кор |                                         | NFL Training Video: How Not to Murder People | рефери                              |
| 2013      | тф  | За канделябрами                         | Behind the Candelabra                        | Боб Блэк                            |
| 2013      | с   | Два с половиной человека                | Two and a Half Men                           | Джерри                              |
| 2014      | с   |                                         | Caper                                        | дед Пенни                           |
| 2014—2015 | с   | В поиске                                | Looking                                      | Линн                                |
| 2014—2017 | с   | Морская полиция: Спецотдел              | NCIS                                         | Дуэйн Кассиус «Король» Прайд        |
| 2014—2021 | с   | Морская полиция: Новый Орлеан           | NCIS: New Orleans                            | Дуэйн Кассиус «Король» Прайд        |
| 2014      | ф   | Эльза и Фред                            | Elsa & Fred                                  | Рэймонд Хейс                        |
| 2015      | ф   | Я, он, она                              | Me Him Her                                   | мистер Эрлик                        |
| 2016      | ф   | Летние дни                              | L'estate addosso                             | отец Пола                           |
| 2017      | с   | В Филадельфии всегда солнечно           | It's Always Sunny in Philadelphia            | в роли самого себя                  |
| 2017      | ф   | Восточная сказка                        | Basmati Blues                                | Бен                                 |
| 2021      | с   | Чем мы заняты в тени                    | What We Do in the Shadows                    | в роли самого себя                  |

### Режиссёр
| Годы      | Название           | Ориг. название | Формат     | Эпизоды |
| --------- | ------------------ | -------------- | ---------- | --- |
| 1991—1992 | «Квантовый скачок» | Quantum Leap   | телесериал | «Permanent Wave — June 2, 1983» (1991) «Roberto! — January 27, 1982» (1992) «Promised Land — December 22, 1971» (1992) |

### Продюсер
| Год       | Название             | Ориг. название      | Режиссёр    | Формат     | Должность               | Примечание |
| --------- | -------------------- | ------------------- | ----------- | ---------- | ----------------------- | ---------- |
| 1996—1997 | Мистер и миссис Смит | Mr. & Mrs. Smith    | 13 человек  | телесериал | исполнительный продюсер | 13 серий   |
| 1996      | Вот он, сын          | The Bachelor's Baby | Пол Шнайдер | телефильм  | исполнительные продюсер |            |
| 2000      | Папочкины ангелы     | Papa's Angels       | Дуайт Литтл | телефильм  | исполнительные продюсер |            |
| 2001      | Чему учатся девочки  | What Girls Learn    | Ли Роуз     | телефильм  | исполнительные продюсер |            |

## Музыкальные работы
- Somewhere in the Night из альбома Music from the Television Series Quantum Leap (1993)
- Мюзикл «Romance/Romance» (исполнение главной роли, 1988—1989)

## Награды и премии
| Премия           | Год церемонии | Номинация                                                   | Фильм/Телесериал            | Результат |
| ---------------- | ------------- | ----------------------------------------------------------- | --------------------------- | --------- |
| «Золотой глобус» | 1991          | Лучшая мужская роль в телевизионном сериале — драма         | «Квантовый скачок»          | Номинация |
| «Золотой глобус» | 1992          | Лучшая мужская роль в телевизионном сериале — драма         | «Квантовый скачок»          | Победа    |
| «Золотой глобус» | 1993          | Лучшая мужская роль в телевизионном сериале — драма         | «Квантовый скачок»          | Номинация |
| «Эмми»           | 1990          | Лучшая мужская роль в драматическом телесериале             | «Квантовый скачок»          | Номинация |
| «Эмми»           | 1991          | Лучшая мужская роль в драматическом телесериале             | «Квантовый скачок»          | Номинация |
| «Эмми»           | 1992          | Лучшая мужская роль в драматическом телесериале             | «Квантовый скачок»          | Номинация |
| «Эмми»           | 1993          | Лучшая мужская роль в драматическом телесериале             | «Квантовый скачок»          | Номинация |
| «Эмми»           | 2013          | Лучшая мужская роль второго плана в мини-сериале или фильме | «За канделябрами»           | Номинация |
| «Сатурн»         | 2002          | Лучший телеактёр                                            | «Звёздный путь: Энтерпрайз» | Номинация |
| «Сатурн»         | 2003          | Лучший телеактёр                                            | «Звёздный путь: Энтерпрайз» | Номинация |
| «Сатурн»         | 2004          | Лучший телеактёр                                            | «Звёздный путь: Энтерпрайз» | Номинация |
| «Тони»           | 1988          | Лучшая мужская роль в мюзикле                               | «Romance/Romance»           | Номинация |